# ユメミル、アニメ「onちゃん」
『ユメミル、アニメ「onちゃん」』とは、北海道テレビ放送（HTB）と日本BS放送（BS11）にて放送していた短編アニメである。

## 概要
onちゃんの誕生10周年を記念し、2008年1月18日から毎週金曜19時54分 - 20時00分の短い時間でありながら、HTB初の自社制作レギュラー放送のテレビアニメとして、同年8月22日まで北海道ローカルで放送された。ハイビジョン制作である。
それまでは、金曜日の20時00分から放送されている『ミュージックステーション』放送開始前の予告番組である『ミニステ』が放送されていたが、それを休止して放送した。
なお、系列は違うがいずれもフジテレビ系列の関西テレビのキャラクター『ハチエモン』が、岡山放送のキャラクター『OH!くん』がそれぞれレギュラーミニアニメ化・単発アニメ化されている。
2010年11月9日〜2011年7月12日までの間、第2期として、『ユメミル、アニメonちゃん シーズン2』が毎週火曜19時54分 - 20時00分に放送。第1期と同様に北海道ローカルで放送された。
後に海外で「Onchan」の題で放映された。

## 登場するキャラクター
一人二役があるのが特徴。この中で、田中、大浦、今野、植竹は北海道出身の声優である。
- onちゃん - 田中理恵
- okちゃん - 今野宏美
- noちゃん - 平井啓二
- meちゃん - 植竹香菜
- てんこちゃん、ぐち - 金田朋子
- なぞなモシー、キャタゴン - エナポゥ
- トマルくん - 宮坂俊蔵
- ouちゃん、かしまし花 - 藤巻恵理子
- anちゃん - 松本考平
- onママ、ohちゃん - 小松里歌
- onパパ、いじわるツリー - 竹本英史
- okパパ、博士 - 麻生智久
- okママ、助手 - 大浦冬華
- ドクターgg - 八奈見乗児

## 舞台
宇宙の何処かにあり、緑と自然が豊かな「パレード星」が中心。onちゃんの家がある「ポンピコ町」は、パレード星に浮かぶ島の中で一番大きい「ポンピコ島」となる。作中によく登場する場所は以下の通り。
虹の広場
ポンピコ星で一番の繁華街で、レストラン、洋服屋、フラワーショップが立ち並ぶ。広場の真ん中には、時刻を知らせる「虹の時計」がシンボルとして存在する。
三角池
三角形の形をした池で、onちゃんらの遊び場となっている。かつてnoちゃんがかくれんぼで見つけてもらえなかった場所でもある。池の中はnoちゃんが3日も寝込むほど冷たい。また、池の奥にはかしまし花が群生している。
音楽堂
風に乗って音楽が聞こえてくることがある建物。ポンピコ町では一番高い建物である。onちゃんは一度風で吹き飛ばされ、屋根の上にある風見鶏の辺りにロープで引っ掛かる。
ポンピコ山
ポンピコ島に聳える一番高い山。頂上には渦巻き模様がある。麓にはいじわるツリーのがある「いじわる森」があり、その奥には博士の研究所がある。
なお、HTBにはポンピコ島のジオラマが展示されている。

## スタッフ
名前の横に第何期指定のない人物は、第1期・第2期共通。
- 監督 - 加藤タカ
- CG - ヨシスタ（吉岡智和、伊東和生〈1期〉、中尾慎一〈2期〉、岡本崇志〈2期〉）、アトリエ・ビトル（太田昌宏、小泉正行、片山鮎喜〈1期〉、成田雅申〈1期〉）
- 音響監督 - 長崎行男
- 音楽 - 空井敦史
- 音楽協力 - yumechika records
- 調整 - 野川靖友（1期）、早野利宏（2期）
- 効果 - 佐藤一俊、森本清人
- 録音スタジオ - デルファイサウンド（1期）、早野利宏（2期）
- キャスティング協力 - 五十川愛
- 広報 - 東雅子（1期）、大越亜紀（2期）
- デスク - 小川春枝（1期）、黒木麻耶（2期）
- プロデューサー - 岡仁子（1期）、地引和夫、阿部直美（2期）
- ラインプロデューサー - 勝田了
- アニメーション制作 - エッグ
- 制作著作 - HTB北海道テレビ

## 主題歌
テーマ曲「ユメミル、チカラ」
作詞・作曲 - ヒロシ / 歌 - OILMAN（1期）、田口龍也・菅真鈴・中川梨来（2期）

## 各話リスト
| 第1期 | 第1期                            | 第1期    |      | 第2期                          | 第2期      | 第2期 |
| 話数  | タイトル                         | 脚本     | 話数 | タイトル                       | 脚本       |       |
| ----- | -------------------------------- | -------- | ---- | ------------------------------ | ---------- | ----- |
| 1     | ポンピコ町だオン！               | 木滝りま | 27   | バラバラになったオン！         | 静谷伊佐夫 |       |
| 2     | noちゃんとかくれんぼだオン！     | 木滝りま | 28   | チーズ作りだオン！             | 静谷伊佐夫 |       |
| 3     | ピクニックはおいしいオン！       | 木滝りま | 29   | mo・muの正体だオン！           | 静谷伊佐夫 |       |
| 4     | トマルくんの演奏会だオン！       | 木滝りま | 30   | あきらめかけた夢だオン！       | 静谷伊佐夫 |       |
| 5     | おしゃべりmeちゃんだオン！       | 樋口達人 | 31   | 不思議いっぱいドカン島だオン！ | 静谷伊佐夫 |       |
| 6     | anちゃんがやってきたオン！       | 樋口達人 | 32   | 世界は大きいオン！             | 静谷伊佐夫 |       |
| 7     | おかし大好きてんこちゃんだオン！ | 樋口達人 | 33   | なぞなモシー危機一髪だオン！   | 静谷伊佐夫 |       |
| 8     | いじわるツリーだオン！           | 樋口達人 | 34   | お母さんのちからだオン！       | 静谷伊佐夫 |       |
| 9     | 博士の研究所だオン！             | 木滝りま | 35   | オバケ〜だオン！               | 静谷伊佐夫 |       |
| 10    | noちゃんのおやつだオン！         | 木滝りま | 36   | やぶれたフウセンカだオン！     | 静谷伊佐夫 |       |
| 11    | パパ、おかえりオン！             | 木滝りま | 37   | meちゃんが飛べないんだオン！   | 静谷伊佐夫 |       |
| 12    | 伝説のチーズだオン！             | 木滝りま | 38   | パパたちの夢だオン！           | 静谷伊佐夫 |       |
| 13    | ボク、飛べたオン！               | 木滝りま | 39   | 帰って来たアイツだオン！       | 静谷伊佐夫 |       |
| 14    | 飛べ飛べフウセンカだオン！       | 樋口達人 | 40   | ふたたび冒険だオン！           | 静谷伊佐夫 |       |
| 15    | noちゃんの夢はでっかいオン！     | 樋口達人 | 41   | アッと驚く海賊船だオン！       | 静谷伊佐夫 |       |
| 16    | 今度は飛行ヘルメットだオン！     | 木滝りま | 42   | ドクターggの秘密だオン！       | 静谷伊佐夫 |       |
| 17    | 雲に乗ったてんこちゃんだオン！   | 木滝りま | 43   | めざせポンピコ町だオン！       | 静谷伊佐夫 |       |
| 18    | ouちゃんは天才画伯だオン！       | 木滝りま | 44   | フウセンカを見つけるオン！     | 静谷伊佐夫 |       |
| 19    | ママになったokちゃんだオン！     | 木滝りま | 45   | フラワー島で花探しだオン！     | 静谷伊佐夫 |       |
| 20    | anちゃんの修行だオン！           | 樋口達人 | 46   | スクスク水を見つけるオン！     | 静谷伊佐夫 |       |
| 21    | なぞなモシーのなぞ探しだオン！   | 樋口達人 | 47   | 託された願いだオン！           | 静谷伊佐夫 |       |
| 22    | meちゃんの大活躍だオン！         | 樋口達人 | 48   | フウセンカを育てるオン！       | 静谷伊佐夫 |       |
| 23    | パレード祭だオン！               | 木滝りま | 49   | 守れフウセンカだオン！         | 静谷伊佐夫 |       |
| 24    | トマルくんの新しい友達だオン！   | 樋口達人 | 50   | 夢の練習だオン！               | 静谷伊佐夫 |       |
| 25    | キタキラ星、キラリだオン！       | 木滝りま | 51   | 夢、いよいよだオン！           | 静谷伊佐夫 |       |
| 26    | 夢みる力だオン！                 | 木滝りま | 52   | 動き出した夢だオン！           | 静谷伊佐夫 |       |

- なお、第1期の3月14日 - 4月11日、6月27日 - 7月4日は特別番組などの関係で放送されていない。

## 全国での放送状況
全国の放送の一部では、「ユメミル、アニメ」の部分をカットしてある。
- 日本BS放送（BS11）
  - 2009年4月9日 - 12月24日の期間は、木曜24時25分 - 24時30分放送。リピートは2009年9月まで日曜16時55分 - 17時00分→2009年10月から土曜18時25分 - 18時30分に放送。同年10月8日から12月24日まで再び第1話 - 第12話を放送。
  - 2009年12月31日には、未明から早朝まで第1話 - 第13話を再放送（0時55分、1時25分、1時55分、2時25分、2時55分、3時25分、3時55分、4時25分、4時55分、5時25分、5時55分、6時25分、6時55分。『琉神マブヤー』一挙放送のつなぎ番組として放送されたが、EPGには表示されていなかった）。
  - 2010年1月9日18時30分 - 19時00分には、第1話から第6話までまとめて放送。当初は翌週以降も毎週土曜のこの時間帯に6話ずつまとめて放送される予定だったが、通販番組に変更となり、放送されなかった。
  - 2010年4月5日から、月 - 金曜17時30分 - 18時00分の『び〜てれずっきー』内で、毎日3話ずつ放送（17時30分 - 17時42分頃まで）。
  - シーズン2を2011年6月14日から、月 - 木曜18時20分 - 18時25分に放送。
- CS・テレ朝チャンネル（2009年5月からつなぎ番組として放送開始、同年6月1日から定時放送、同年10月19日から12月16日まで再度全話放送された）
- 群馬テレビ
  - 2012年

## DVD
上記の第1期（全26話）、声優へのインタビュー、アフレコ風景（ナイトonチャンネルより）、テーマ曲である「ユメミルチカラ（OILMAN）」のPVが収録され、2008年12月1日に発売された。